# مکان (معماری)
مکان مفهوم بسیار پیچیده ایی است که کماکان میان فیلسوفان بر سر ماهیت، چیستی و تعریف کلی آن چالش‌هایی برجاست. مفهوم فیزیکی مکان که در اصطلاح به فضا تعبیر می‌شود، با مفهوم پیچیده و حسی مکان که با مولفه‌های حس مکان و روح مکان قابل تشخیص و تجربه است و ادراکات حسی انسانی در شکل دهی آن دخیل اند، یکی نیست. مفاهیم معمول مکان به‌طور عام شامل مفاهیمی از قبیل معنای مکان در فرهنگ انگلیسی آکسفورد است که در آن: «مکان یک موقعیت، نقطه یا ناحیه‌ای خاص معنی شده‌است» یا در فرهنگ انگلیسی لانگمن، که مکان را به عنوان: «هر ناحیه، نقطه یا موقعیتی یا وضعیت در فضا» و «یک نقطه به خصوص در یک ناحیه گسترده‌تر» معرفی می‌کند. اما به‌طور خاص منظور از مکان، و مفهوم مجرد و کلامی آن، به معنی یک جا نیست. اشیا گوناگون و رفتارهای مختلف احتیاج به مکان‌های متفاوت دارند. در حقیقت مکان بخشی از فضاست که به واسطه عناصر و عواملی مشخص و متمایز، صاحب هویتی منحصربه‌فرد و تکرارناپذیر می‌شود و خاطره سازی و حس دلبستگی به مکان را منتج می‌گردد. در رابطه با بررسی مفهوم مکان کریستین نوربرگ شولتز، پژوهش‌های گسترده ایی را بر پایه اندیشه‌های مارتین هایدگر انجام داده‌است.
به زعم شولتز؛ ماهیت اصلی و حقیقی یک مکان مشخص، در برخی مواقع و برخی حالات، با تغییر فصل‌ها یا حالات جاری در یک روز، همانند هوا و اقلیم آن روز تغییر می‌کند. به این معنی که در یک مکان واحد، تعریف ما از مکان، همراه با وجود سرما، گرما، باران، برف، فصل بهار، تابستان، پاییز و زمستان، و حتی اتفاقات خاصی که در آن مکان رخ داده، یا کسانی که در تجربه بودن در آن مکان ما را همراهی کرده‌اند، تفاوت خواهد کرد. به اعتقاد شولتز، در واقع بی‌معنی است که هر پیشامد، یا رخدادی را بدون ارجاع به یک محل خاص تصور یا تعریف کنیم. در وصف ماهیت مکان، شولتز مدعی ست که منظور ما از بیان مفهوم مکان، تمامیتی ست که از چیزهای ملموس و محسوس، دارای ماده و جوهر، شکل، بافت و رنگ ساخته شده‌است. این چیزها در کنار هم محیطی را خلق و بازسازی می‌کنند، که همان مفهوم مکان است؛ بنابراین یک مکان، یک پدیده کاملاً کیفی است که نمی‌توانیم آن را به هیچ‌یک از اجزایش نظیر رابطه فضایی تقلیل دهیم، بدون اینکه طبیعت منسجم آن از نظر دور شود. به زعم شولتز و با ارجاع آرائش به هایدگر، معنای حضور در مکان، رابطه زیست جهان با مکان، مستلزم رابطه انسان و حضور وی در محیط پیرامونش است. با این تفسیر، حضور انسان‌ها به مکان مفهوم می‌بخشد.

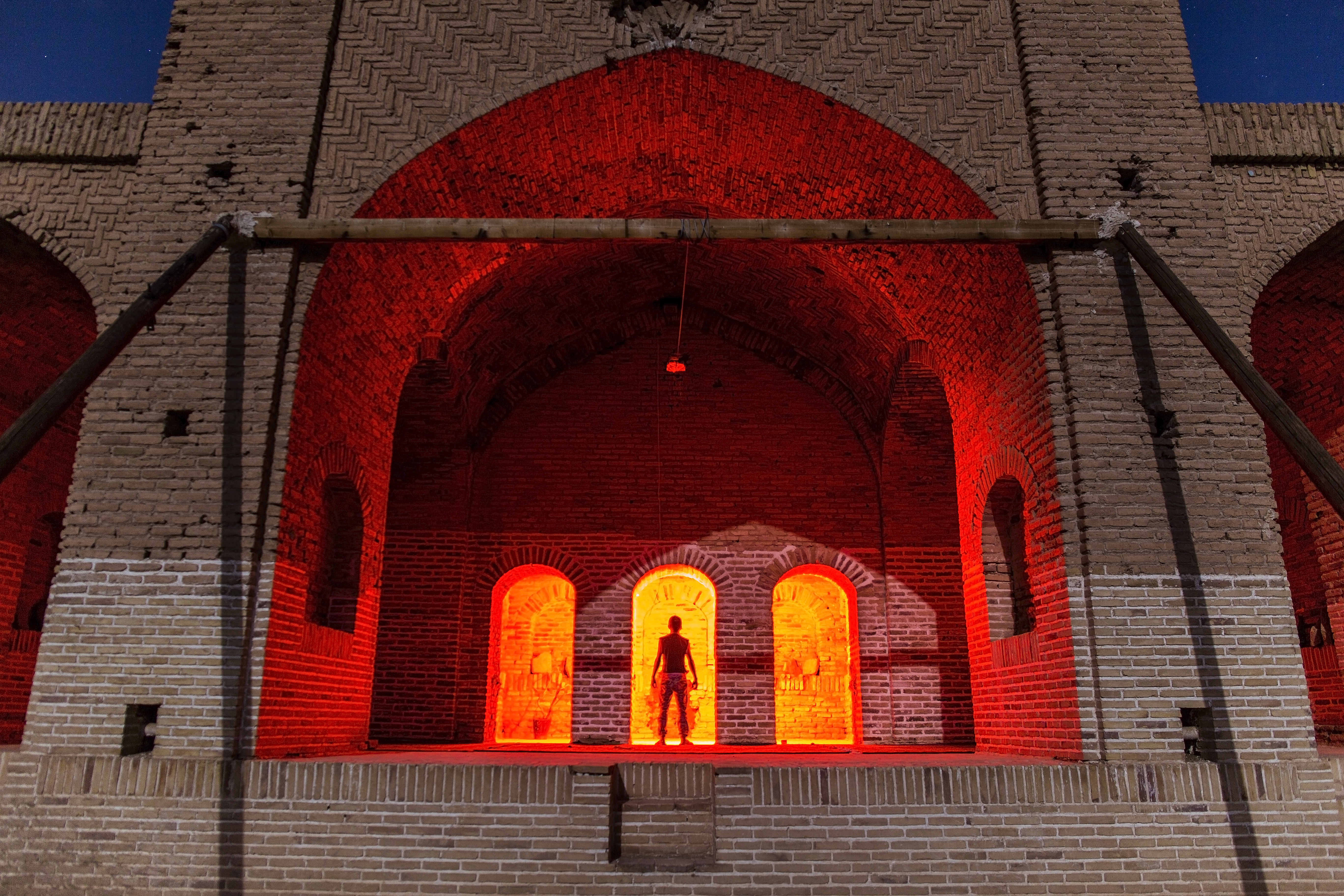

برای درک خواناتر از این مطلب، و شناخت تفاوت میان فضا و مکان در یک اثر معماری، می‌توان به این مطلب ارجاع کرد که؛ با حضور در یک بنای معماری، آنچه که خود را به ما نشان می‌دهد و به عین آن را درک می‌کنیم، فضا و آنچه که در پس‌زمینه ذهن همانند خاطره باقی خواهد ماند، مکان آن خواهد بود. فضا، فیزیک محیط است اما مکان، روح خاطرات ناشی از تجربه محیط. این بدان معنی ست، که فضا فقط با حضور در آن و لمس کالبد آن احساس می‌شود و در جایی خارج از آن درک‌شدنی نیست، ولی مکان از آنجایی که قابلیت خاطره‌شدن دارد و در ذهن متبلور می‌شود، در ذهن خواهد ماند و در هر جای دیگر قابل بازگویی است. برای قیاس بین فضا و مکان می‌توان به این موضوع اشاره کرد که فضا به صورت واقعیتی است که در جای خود ثابت است و حرکت نمی‌کند، اما مکان، ویژگی خاصی ست که در ما و در ذهن ما می‌ماند و با ما جابه‌جا می‌شود. با این تفسیر فضا خصلتی ایستا دارد، ولی مکان دینامیک و پویاست و در شبکه همواره متغیر روابط اجتماعی در تمامی سطوح و مقیاس‌ها، به آن و لحظه درمی‌آید. به این معنی که، اگر فضا امکان وقوع حرکت را می‌دهد، مکان درنگ پدیدمی‌آورد. گذشته از این، مولفه ایی که مفهوم مکان را از مفهوم فضا متفاوت و متغیر می‌سازد مولفه روح مکان یا حس مکانی است. روح مکان کیفیت استفاده از فضاست؛ یعنی چگونگی قرارگیری در یک فضای واحد که بنابر شرایط متفاوت کیفیت‌های متفاوت و خاصی را ایجاد می‌کند و با وجود کیفیت‌های متفاوت خاطره سازی‌های متفاوت بر جا می‌گذارد. حس مکان بیشتر به مفهوم معنای معنوی مکان است. در واقع وجوه معنوی، احساسی، عاطفی، عشقی، و روانشناختی، موجب قضاوت و تجربه کلی مکان می‌گردند و موجب خلق و انتشار حسی خاص، مانند ایجاد حس تعلق به مکان و در نتیجه خاطره سازی در افراد می‌شوند. اما باید در نظر داشت که دو مولفه اصلی مکان، یعنی حس مکان و روح مکان در بنیاد داری تفاوت‌های محتوایی نیز هستند. در واقع حس مکان رابطه سازی متقابل انسان و استفاده‌کننده از مکان یاد شده‌است. اما روح مکان پارامترها، متغیرها، عوامل، و کیفیت‌های جاری برمکان است که در انسان اثرگذار خواهد بود.